# Pegulon
Pegulon is een bestuurslaag in het regentschap Kendal van de provincie Midden-Java, Indonesië. Pegulon telt 2290 inwoners (volkstelling 2010).